# Парламентские выборы в Сомалиленде (2005)
Парламентские выборы 2005 года в Сомалиленде прошли 29 сентября. Это были первые многопартийные парламентские выборы, проведенные в Сомалиленде.

## Избирательная система
В Палате представителей Сомалиленда 82 члена были избраны на основе пропорциональной избирательной системы по открытым спискам в шести многомандатных округах от регионов. Количество мест для каждого региона было основано на количестве мест, использованных на парламентских выборах в Британском Сомали 1960 года, и умножено на 2,5.
| Распределение мест по регионам | Распределение мест по регионам | Распределение мест по регионам |
| Регион                         | Места                          |                                |
| ------------------------------ | ------------------------------ | ------------------------------ |
| Аудаль                         | 13                             |                                |
| Северо-Западная провинция      | 20                             |                                |
| Сахил                          | 10                             |                                |
| Тогдер                         | 15                             |                                |
| Санаг                          | 12                             |                                |
| Соль                           | 12                             |                                |
| Источник: IRI                  |                                |                                |

## Кампания
Всего в выборах участвовало 246 кандидатов, в том числе пять женщин. На момент выборов конституция ограничивала количество политических партий тремя:
- «Партия мира, единства и развития» во главе с Ахмедом Силаньо, бывшим президентом Сомалиленда;
- «Партия справедливости и благоденствия» под руководством Фейсала Али Варабе;
- «Объединённая народно-демократическая партия» во главе с Дахиром Риялом Кахином, бывшим президентом Сомалиленда.

## Проведение выборов
За ходом голосования наблюдала группа из 76 наблюдателей из Канады, Финляндии, Кении, ЮАР, Великобритании, США и Зимбабве. По данным наблюдателей, что выборы прошли в мирных условиях и в целом были свободными и справедливыми, но тем не менее, голосование не соответствовало ряду международных стандартов.